# Arčil
Arčil (gruz. არჩილი), iz dinastije Hosroidi, bio je kralj Iberije (Kartlija, istočna Gruzija) od 411. do 435. godine. Na prijestolju je naslijedio svog oca Mitridata IV.
Arčil je došao na prijestolje 411. godine, nakon što su njegovog oca zarobili i odveli Sasanidi tijekom jedne invazije na Iberiju. Iberijske zemlje bile su opustošene, a kraljevska obitelj bila je prisiljena potražiti utočište u udaljenim područjima Kahetije. Šteta koju su Perzijanci nanijeli Iberiji, bila je tolika da povjesničari ne isključuju mogućnost prekida sukcesije lokalnog prijestolja i privremenog uključivanja ovih zemalja u sasanidsku državu.
Gruzijske kronike opisuju kralja Arčila kao hrabrog i razboritog vladara, naglašavajući njegovu predanost kršćanstvu. Izvještavaju, da su po njegovoj naredbi protjerani brojni zoroastrijski svećenici, koje je perzijski šah poslao u Iberiju radi iskorjenjivanja kršćanstva.
Arčil je vladao Iberijom 24 godine. Umro je 435. godine. Naslijedio ga je Mitridat V., njegov sin jedinac iz braka s Grkinjom Marijom, koja je, prema ljetopisima, poticala iz obitelji rimskog cara Jovijana.